# Giorgio Porreca
Giorgio Porreca (Naples, 30 août 1927 - 5 janvier 1988) est un joueur d'échecs italien. Il est aussi théoricien d'échecs, directeur de la revue mensuelle Scacco! et auteur d'importants livres échiquéen. Diplômé en langue et littérature russe, il traduit divers textes des maitres soviétiques.

## Carrière échiquéenne
Il est maître international de la FIDE et de l'ICCF. Il devient Champion d'Italie en 1950 et en 1956. Il devient ensuite Champion italien d'échecs par correspondance en 1957, 1966, 1967, 1968, 1969, 1970, 1971, 1972 et 1973, pour un total record de neuf titres. Il participe avec l'équipe italienne aux Olympiades d'échecs de 1950, 1952 et 1954. Il remporte deux fois le Championnat d'Italie en équipe, avec l'équipe de Gênes.

## Parties
Voici deux prestigieuses victoires de Porreca (en notation algébrique), la première contre Enrico Paoli, MI et doyen de la scène échiquéenne italienne; la seconde contre le GMI tchécoslovaque Miroslav Filip, plusieurs fois candidat lors de la sélection des participants au Championnat du monde :
Enrico Paoli - Giorgio Porreca (Ferrara, 1952)

1.e4 e5 2.Cf3 Cc6 3.Fc4 Cf6 4.Cg5 d5 5.exd5 Ca5 6.Fb5+ c6 7.dxc6 bxc6 8.Df3 Dc7
9.Fd3 FAe7 10.Cc3 h6 11.Cge4 Cd5 12.Cg3 Cf4 13.Ff5 Fb7 14.d4 c5 15.d5 g6 16.Fe4 f5
17.Fxf5 gxf5 18.Fxf4 exf4 19.Dh5+ Rd8 20.O-O-O fxg3 21.d6 Fg5+ 22.Rb1 Dd7 23.The1 Rc8 24.hxg3 Fc6
25.f4 Ff6 26.Dg6 Tf8 27.Cd5 Fxd5 28.Txd5 Rb7 29.Txc5 Tae8 30.Th1 Cc6 31.a3 Ra8 32.Dxf5 Dxd6
33.Txh6 Tb8 34.c3 Dd1+ 0-1
Miroslav Filip -  Giorgio Porreca (Zagreb, 1955)

1.d4 d5 2.Cf3 e6 3.c4 c6 4.e3 f5 5.Fd3 Fd6 6.b3 Ch6 7.0-0 0-0 8.Fa3 Fxa3
9.Cxa3 Cd7 10.b4 g5 11.b5 g4 12.Cd2 Dg5 13.Tc1 Cf6 14.bxc6 bxc6 15.cxd5 cxd5
16.De2 Ce4 17.Tc7 Tb8 18.f3 Cxd2 19.Dxd2 gxf3 20.Txf3 Rh8 21.Txa7 Tb7
22.Txb7 Fxb7 23.Db4 Tg8 24.Tg3 Cg4 25.h3 Dh4 26.Tf3 Ce5 27.Fe2 Cxf3+
28.Fxf3 Fc8 29.Cb5 Fd7 30.Dd6 Dg3 0-1

## Livres et autres publications
- (it) Il libro completo degli scacchi (littéralement : Le livre complet des échecs), Milan, Mursia. (en collaboration avec Adriano Chicco)
- (it) Dizionario enciclopedico degli scacchi (littéralement : Dictionnaire encyclopédique des échecs), Milan, Mursia. (en collaboration avec  Adriano Chicco)
- (it) La partita ortodossa (littéralement : La partie orthodoxe), Milan, Mursia.
- (it) Manuale teorico-pratico delle aperture (littéralement : Manuel théorique pratique des ouvertures), Milan, Mursia
- (it) Studi scacchistici (littéralement : Études échiquéennes), Milan, Mursia
- (it) La difesa francese (littéralement : La défense française), Milan, Mursia
- (it) La partita italiana (littéralement : La partie italienne), Milan, Mursia
- (it) La partita di re (littéralement : La partie du roi), Santa Maria Capua Vetere, Scacco
- (it) Anatolij Karpov: la storia della rapida carriera del campione del mondo presentata attraverso un esteso commento (littéralement : Anatoli Karpov : L'histoire de la rapide carrière du champion du monde, présentée à travers un commentaire exhaustif), Santa Maria Capua Vetere, Scacco